# محوطه والی
محوطه والی مربوط به عصر مفرغ - عصر آهن است و در شهرستان پل‌دختر، بخش مرکزی، دهستان ملاوی، روستای گل گل سفلی واقع شده و این اثر در تاریخ ۱۸ شهریور ۱۳۸۷ با شمارهٔ ثبت ۲۳۲۳۶ به‌عنوان یکی از آثار ملی ایران به ثبت رسیده است.